# Veronica Roth
Veronica Roth (nascuda el 19 d'agost de 1988) és una novel·lista estatunidenca coneguda per la seva trilogia Divergent, que ha estat èxit de vendes seleccionat en la The New York Times Best Seller list el 2013, llibre favorit el 2011, i el millor llibre de Literatura Juvenil de Fantasia i Ciència Ficció l'any 2012, segons Goodreads.

## Biografia
Nascuda a l'estat de Nova York, va créixer a Barrington, prop dels grans llacs a Illinois, on es va criar amb la seva mare, la pintora Barbara Ross, i els seus dos germans, després de la separació dels seus pares quan ella tenia 5 anys. Va estudiar secundària a Barrington. Després d'un any estudiant psicologia al Carleton College de Minnesota, es va traslladar a la Northwestern University de Chicago on el 2010 es va graduar en escriptura creativa.
Va acabar el seu primer llibre Divergent en el seu últim any a la Northwestern (2011). Insurgent el va seguir un any després i el 2013 va publicar Lleial, el tancament de la trilogia. El 2014 va publicar un nou títol de la sèrie Divergent: Four: A Divergent Story Collection, explicat des del punt de vista del personatge masculí, Quatre, on s'inclouen quatre històries: El trasllat, La iniciació, El fill i El traïdor, i tres escenes addicionals que representen la precursora de la trilogia.
La trilogia està ambientada en una versió futurista i postapocalíptica de Chicago. Aquesta societat es divideix en cinc faccions basades en la personalitat dels seus membres: Abnegació (Abnegation), Amistat (Amity), Honestedat (Candor), Intrepidesa (Dauntless), Erudició (Erudite). Les obres tracten de la descomposició entre els límits d'aquestes divisions i també temes més amplis com la conformitat, la religió, l'auto-sacrifici, socials i d'enginyeria genètica.
Divergent i Insurgent, en conjunt han venut més de 5 milions de còpies i han estat ocupant la llista de best sellers de literatura juvenil del New York Times durant mesos. Amb la publicació de Lleial (Allegiant) l'editora titular dels drets de publicació HarperCollins va registrar les majors vendes del primer dia en la història de la companyia. Amb la sèrie divergent va batre el rècord de llicències per traduccions en altres llengües.
El 2011 Veronica Roth es va casar amb el fotògraf Nelson Fitch, viuen a Evanston (Illinois).

## Obres

### Sèrie "Divergent"
- Divergent (traduït per Aïda Garcia Pons, Estrella Polar. Grup 62, 2011, ISBN 978-84-9932-519-4)[10] (Divergent, 2011)
- Insurgent (traduït per Aïda Garcia Pons, Estrella Polar. Grup 62, 2012, ISBN 978-84-9932-874-4)[11] (Insurgent, 2012)
- Lleial (traduït per Aïda Garcia Pons, Estrella Polar. Grup 62, 2015, ISBN 978-84-15745-12-9)[12] (Allegiant', 2013)
- Quatre, la seva història (traduït per Aïda Garcia Pons, Estrella Polar. Grup 62, 2015, ISBN 978-84-15745-91-4)[13] (Four: A Divergent Story Collection, 2014). Recull de 5 relats independents de la sèrie Divergent des de la perspectiva d'en Tobias Eaton.

### Sèrie "Les marques de la mort"
- Les marques de la mort (traduït per Aïda Garcia Pons, Fanbooks. Grup 62, 2017, ISBN 978-84-1671-614-2)[14] (Carve the Mark, 2017)
- Destins dividits (traduït per Aïda Garcia Pons, Fanbooks. Grup 62, 2018, ISBN  978-84-16716-91-3)[15] (The Fates Divide, 2018)

### El final i altres principis (novel·la independent)
- El final i altres principis (traduït per Núria Parés Sellarés, Fanbooks. Grup 62, 2020, ISBN  978-84-17515-78-2)[16] (The End and Other Beginnings: Stories from the Future, 2019). Inclou 6 relats independents de ciència-ficció.

### Sèrie "Els elegits"
- Els elegits (traduït per Anna Puente i Llucià, Fanbooks. Grup 62, 2020, ISBN  978-84-18327-06-3[17] (Chosen ones, 2020)

## Adaptacions cinematogràfiques
El rodatge de Divergent, l'adaptació del primer llibre de la sèrie, es va iniciar l'abril de 2013, i es va estrenar als Estats Units el març de 2014. Dirigida per Neil Burger i protagonitzada per Shailene Woodley (en el paper de Tris), Theo James (com a Quatre) i Kate Winslet (Jeanine la líder dels erudits). La pel·lícula està produïda per Summit Entertainment, el mateix estudi que produeix les pel·lícules de la saga Crepuscle. La major part de la pel·lícula va ser filmada a Chicago. Va arribar a les cartelleres catalanes el 30 d'abril del mateix any doblada al català.
El març de 2015 es va estrenar als Estats Units Insurgent la segona part de la trilogia, amb els mateixos actors protagonistes dirigits per Robert Schwentke. Tris (Shailene Woodley), objecte d'una cacera comandada per Janine (Kate Winslet), organitza la resistència al costat de Quatre (Theo James).